# カッセル市電
カッセル市電（ドイツ語: Straßenbahn Kassel）は、ドイツの都市・カッセルや周辺地域に大規模な路線網を有する路面電車。19世紀に開通した蒸気鉄道や馬車鉄道をルーツに持ち、2023年現在は路線バスなどの公共交通機関と共にカッセル交通株式会社（Kasseler Verkehrs-Gesellschaft、KVG）による運営が行われている。軌間は標準軌（1,435 mm）よりも僅かに狭い1,432 mmである。

## 歴史

### 軌道交通の誕生から電化まで
カッセル市内における軌道交通の始まりは、1877年7月9日に開通した、蒸気機関車（スチームトラム）を用いた軌道交通に遡る。開通当時、ヨーロッパ全体でもコペンハーゲンやパリにしか存在しなかったこの画期的な交通機関は市内のケーニヒス広場（Königsplatz）とウィルヘイムシェエ（Wilhelmshöhe）の間を走行していた。開通当初はロンドンに本社を置く企業が運営を行っていたが、1881年にベルリンの企業へ運営権が譲渡され、社名も「カッセル軌道交通（Casseler Straßenbahn Gesellschaft）」に改められた。一方、1884年には新たな軌道交通として馬車鉄道の「カッセル都市鉄道（Casseler Stadteisenbahn）」が開通している。

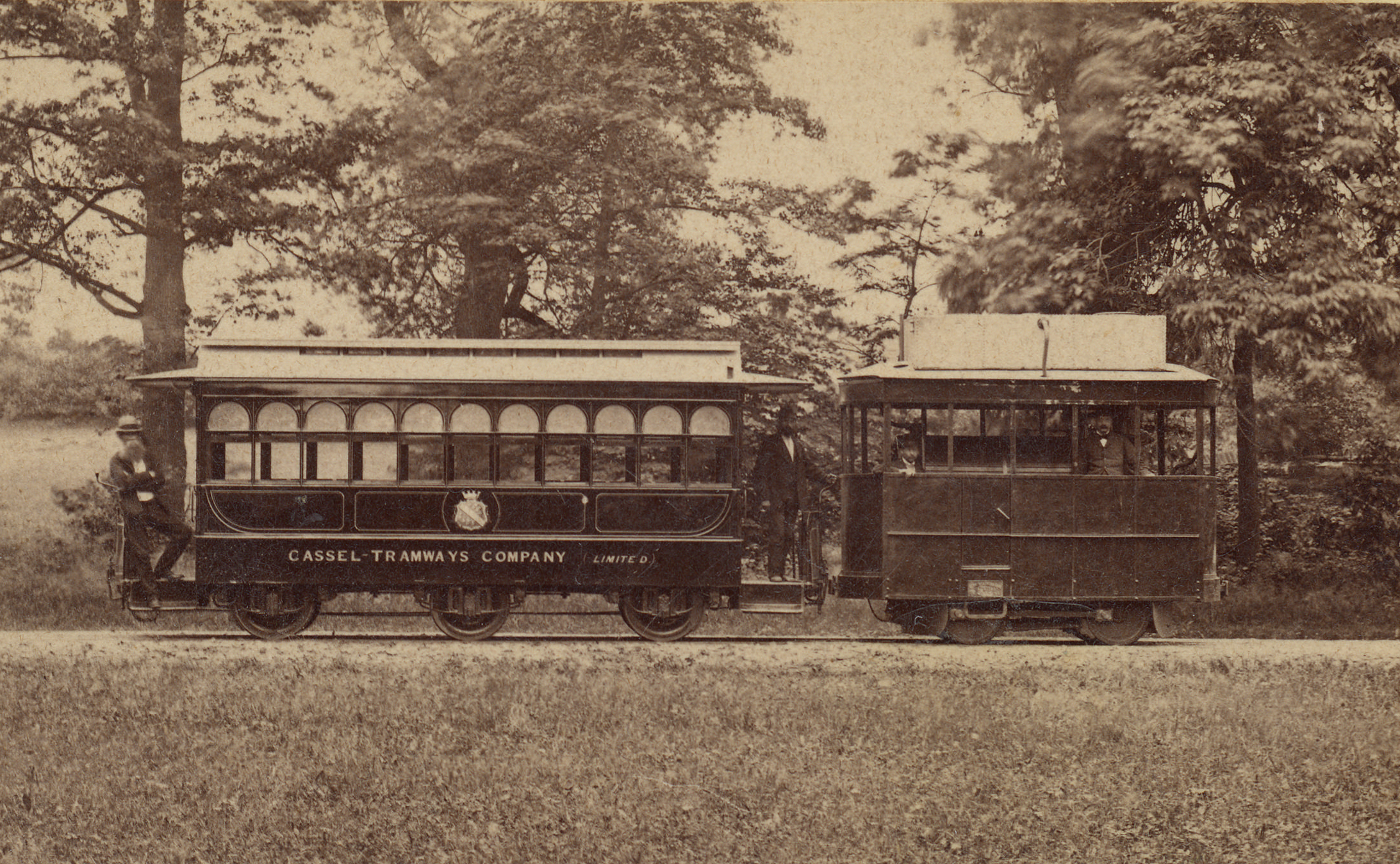
開通当初の蒸気鉄道（1877年撮影）

その後両社は1897年に新たに設立された「大カッセル軌道株式会社（Großen Casseler Straßenbahn Actiengesellschaft）」に統合されたが、それ以前から従来の蒸気鉄道や馬車鉄道を電化し路面電車とする計画が進められており、1898年12月14日に最初の電車が営業運転を開始した。それ以降は順次既存の電化が進められ、翌1899年までに蒸気機関車は営業運転から退いた。加えて路線の延伸も行われ、1900年代には8系統を有する路線網がカッセル市内に築かれた。また1909年には、1897年に開通し、運営組織の破産後はカッセルの実業家によって運営されていた「カッセル-ウルフサンガー馬車鉄道（Pferdebahn Cassel-Wolfsanger）」を吸収し、旧・カッセル都市鉄道の馬車鉄道路線と共に1910年代初頭までに電化が行われた。

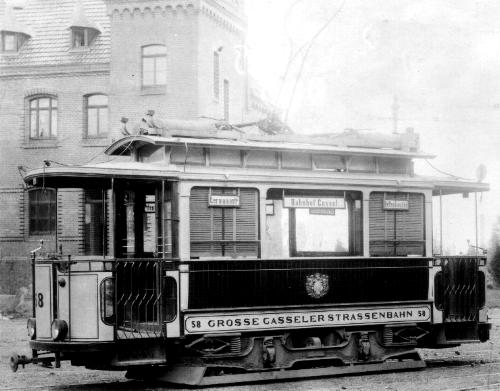
電化初期の路面電車（1899年撮影）
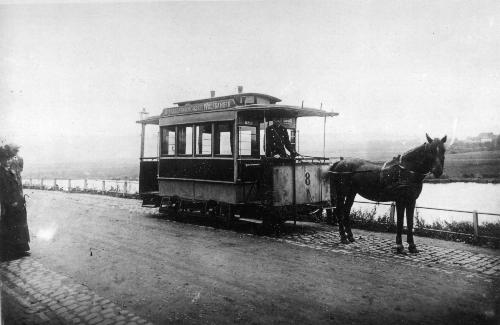
カッセル-ウルフサンガー馬車鉄道（1897年撮影）

一方、同時期の1902年には郊外から石炭や玄武岩を輸送する電化鉄道の「ヘラクレス鉄道（Herkulesbahn）」が開通し、翌1903年から旅客輸送も開始されている。

### 二度の世界大戦
1910年代前半に積極的な延伸を続けていた大カッセル軌道の路面電車網であったが、その動きは第一次世界大戦の勃発により中断を余儀なくされた。大戦中は多くの従業員が徴兵されたことを受けて女性の運転手や車掌が多数雇用された他、路面電車を用いた負傷兵の病院への搬送も行われた。
大戦後、カッセル市内の路面電車網は再度拡大を続け、1927年にはヘラクレス鉄道の吸収も実施した。また、車両の近代化も積極的に行われ、1930年代には木材を用いない全鋼製電車も導入された。一方、同時期には路面電車が走行していない地域の公共交通機関として路線バスが発展しており、同年に大カッセル軌道は子会社として「カッセル路線バス協会（Kasseler Omnibus Gesellschaft）」を設立し、カッセル市内の民間バス事業者の運営を受け継いだ。その後、両社は1939年に合併し、「カッセル交通（Kasseler Verkehrs-Gesellschaft Aktiengesellschaft）」が設立されている。
路面電車の路線網拡大は1941年までとなり、以降は第二次世界大戦下の戦時体制となった事で、路面電車は照明の抑制など様々な措置を命じられるようになった。そして1943年以降、カッセルは幾度となく空襲の被害を受け、路面電車も車庫の全壊、路線網の破壊など深刻な被害を被った。これらの復旧は終戦後、1945年から順次進められている。

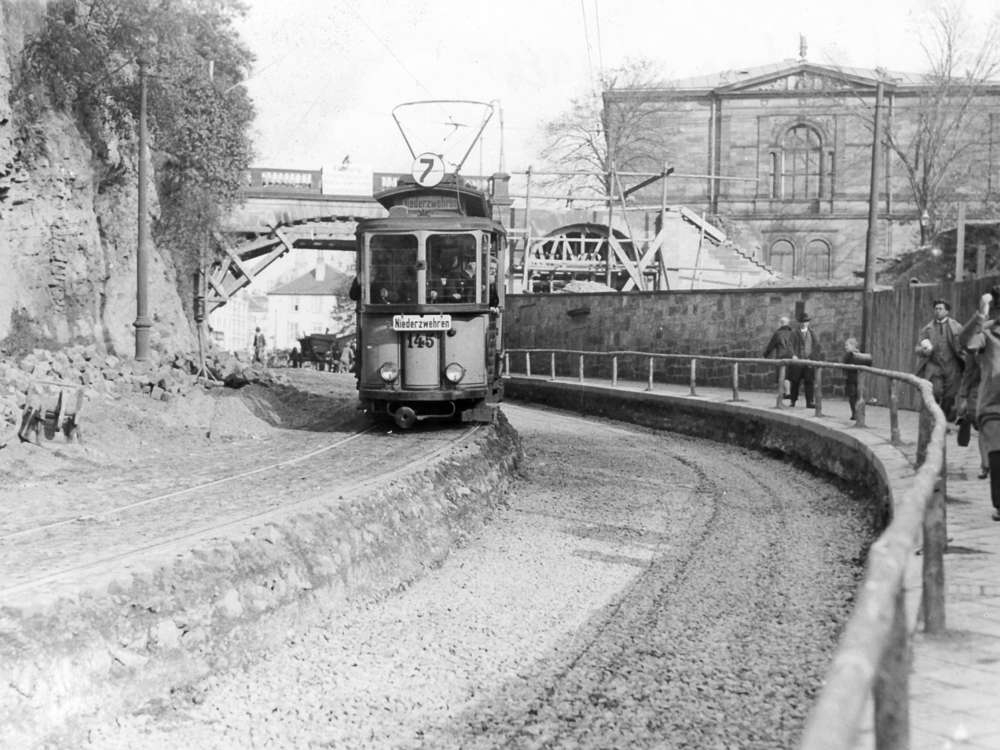
1920年代のカッセル市電（1926年撮影）
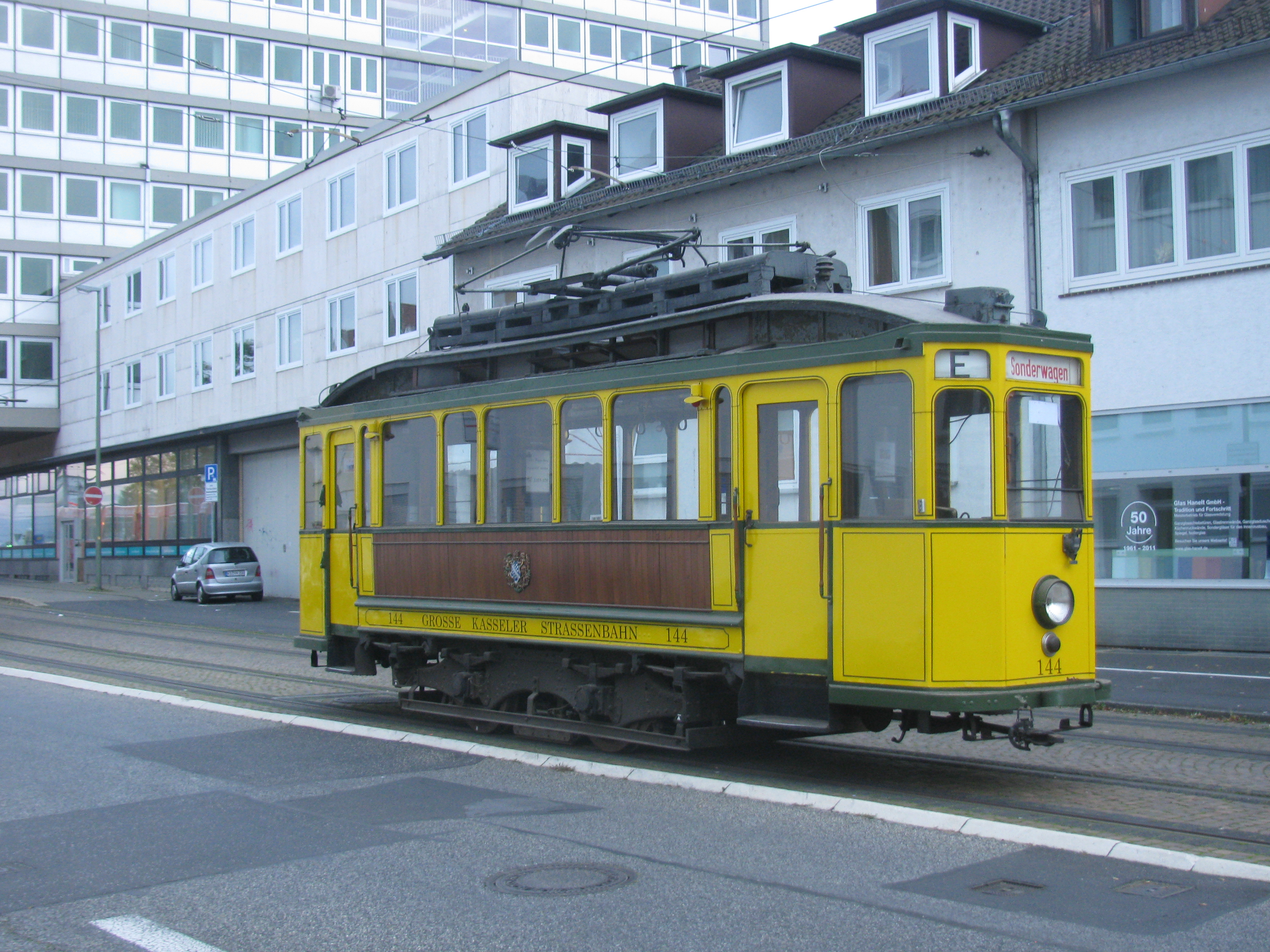
戦前製の2軸車の一部は動態保存運転が行われている（2014年撮影）

### 大戦後
第二次世界大戦後のカッセル市内の路面電車網には、当時の西ドイツの標準型車両・ヴェルバンドワーゲンや地元の企業が生産した路面電車車両の導入が行われた。それと並行して路線網の近代化も積極的に進められ、特にアルトマークト電停（Altmarkt）は当時のヨーロッパでも屈指の近代的な輸送拠点となった。更に1968年には鉄道路線と接続するカッセル中央駅（Kassel Hauptbahnhof）を含む一部区間の地下化が行われた。
だが、一方で同時期はモータリーゼーションを背景に路線バスの拡充も進み、旧・ヘラクレス鉄道の路線については1961年に貨物輸送が廃止され、残された旅客輸送も1966年4月をもって終了した。1970年代にも北部の住宅地へ向かう路線の廃止が断行され、路面電車全体の存廃に関する議論も起こったが、最終的には存続および今後の近代化の継続が決定した。一方、合理化を目的に1965年には路線バスと共に車掌業務が廃止されたが、その際に車掌が乗車する車両との区別のため導入された青色を基調とした塗装は、以降のカッセルの路面電車における標準色となった。
その後、1980年代には新型電車の導入や車庫の拡張が実施され、1985年には利便性を向上させるため系統の大規模な再編が行われた。

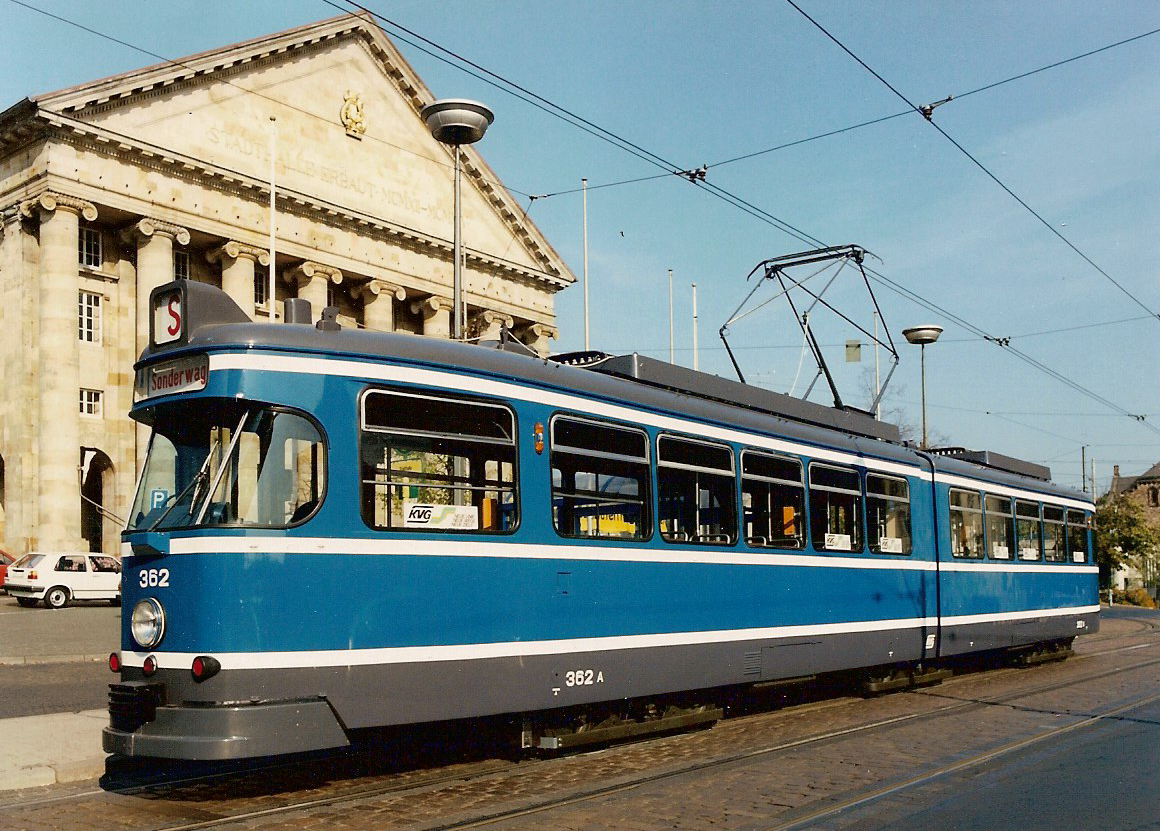
地元企業が製造した連接車（1997年撮影）
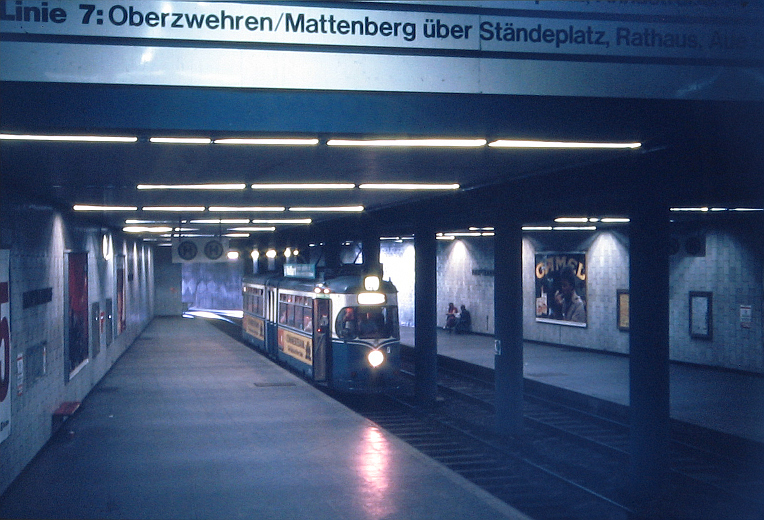
カッセル中央駅は1960年代に地下化された（1980年代撮影）

### 鉄道線への直通・レギオトラムの導入
1990年、カッセル交通はヘッセ州鉄道（Hessische Landesbahn）と共に、ナウムブルクを始めとした周辺地域とカッセルの路面電車網と接続する新たな路線の整備を目的とした「カッセル地域鉄道会社（RBK GmbH）」を設立した。これは新規路線の開通に加えて既存の鉄道線を整備したうえで路面電車を乗り入れさせるという計画に基づいたもので、その最初となったのは1995年5月27日から営業運転を開始したバウナタール方面への路線である。そのうちポルシェ通りからバウナタールまで結ぶ全長2.9 kmの鉄道線区間は1977年に旅客営業が廃止され、以降はカッセル・ナウムブルク鉄道による貨物列車のみが運行されていた経緯を有しており、一部区間は規格が大きいディーゼル機関車牽引の列車と線路を共有するため、路面電車の電停がある箇所は線路を左右に分岐させ（ガントレット）、規格が小さい路面電車車両がホームに近寄れるような工夫を施した。
続けて、カウフンゲンを経由しヘッシシュ・リヒテナウまで向かう路線の整備が行われ、1998年から2006年にかけて順次開業が行われた。この路線の一部は旅客輸送が廃止されドイツ鉄道による貨物列車が運行していた鉄道路線を買収しており、「ロッセタール線（Lossetalbahn）」と言う路線名が付けられた。また、カウフンゲンやヘッシシュ・リヒテナウには利便性向上のため中心部を経由する併用軌道が新たに設けられた。
更に2009年にはフェルマーへ向かう路線の建設が開始され、2011年10月22日から営業運転を開始している。

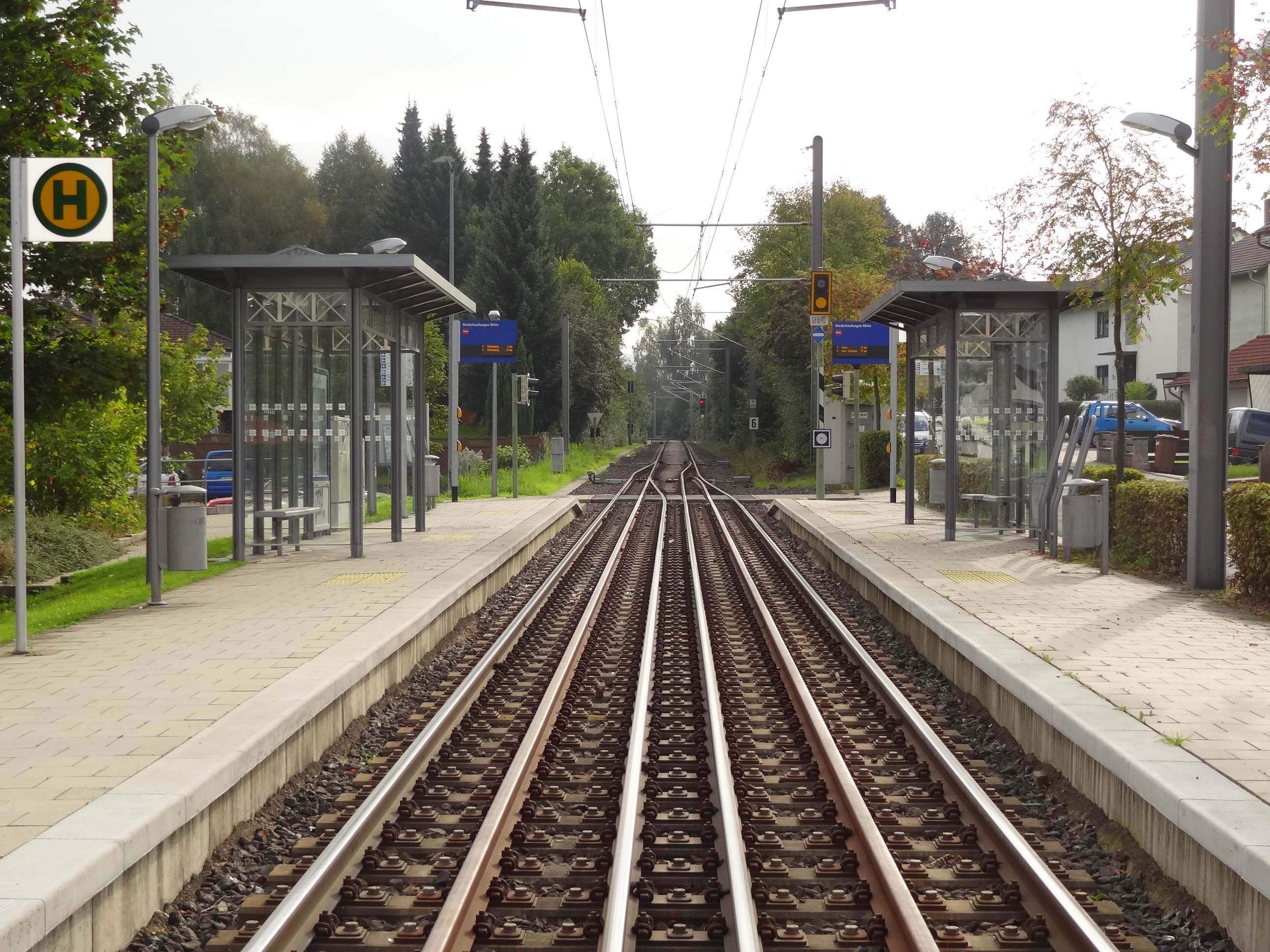
ニーダーカウフンゲン・ミッテ駅（Niederkaufungen Mitte）は6本の線路が並ぶガントレット構造となっている（2014年撮影）
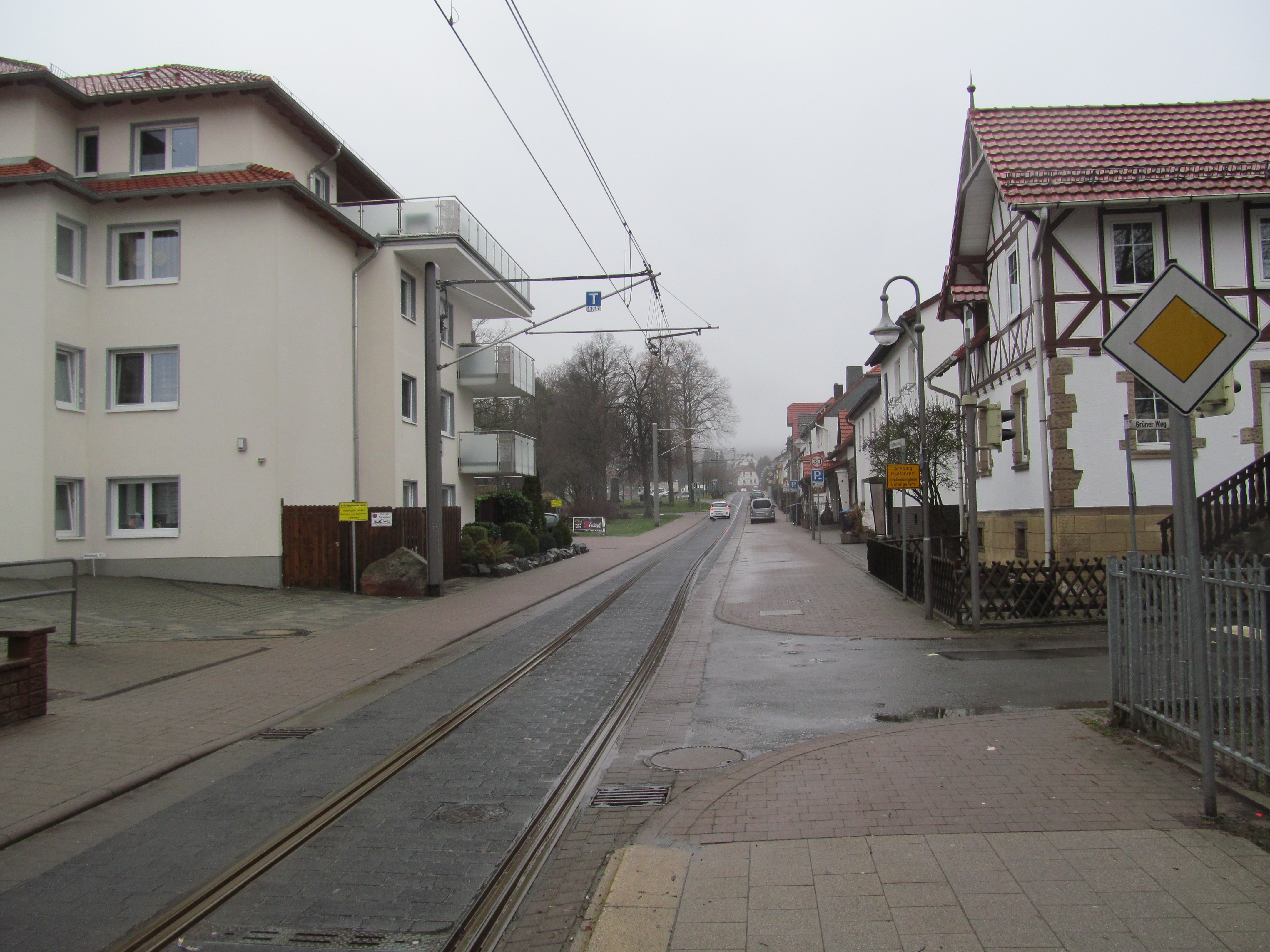
ヘッシシュ・リヒテナウの併用軌道（2019年撮影）

一方、1997年にはカッセル中央駅を中心に近辺の都市を結ぶトラムトレイン（レギオトラム）を整備する計画が発表された。2001年にザールブリュッケンのトラムトレインであるザールバーンから車両を借用する形で営業運転が開始され、2005年からは非電化区間への直通運転も可能なトラムトレイン用車両・レギオシタディスが順次営業運転に投入された。それ以降も順次路線網の拡大が続く中でカッセル中央駅前の路面電車用地下駅も活用されており、大規模な整備が行われたうえで2007年以降レギオトラムのターミナルとして用いられている。

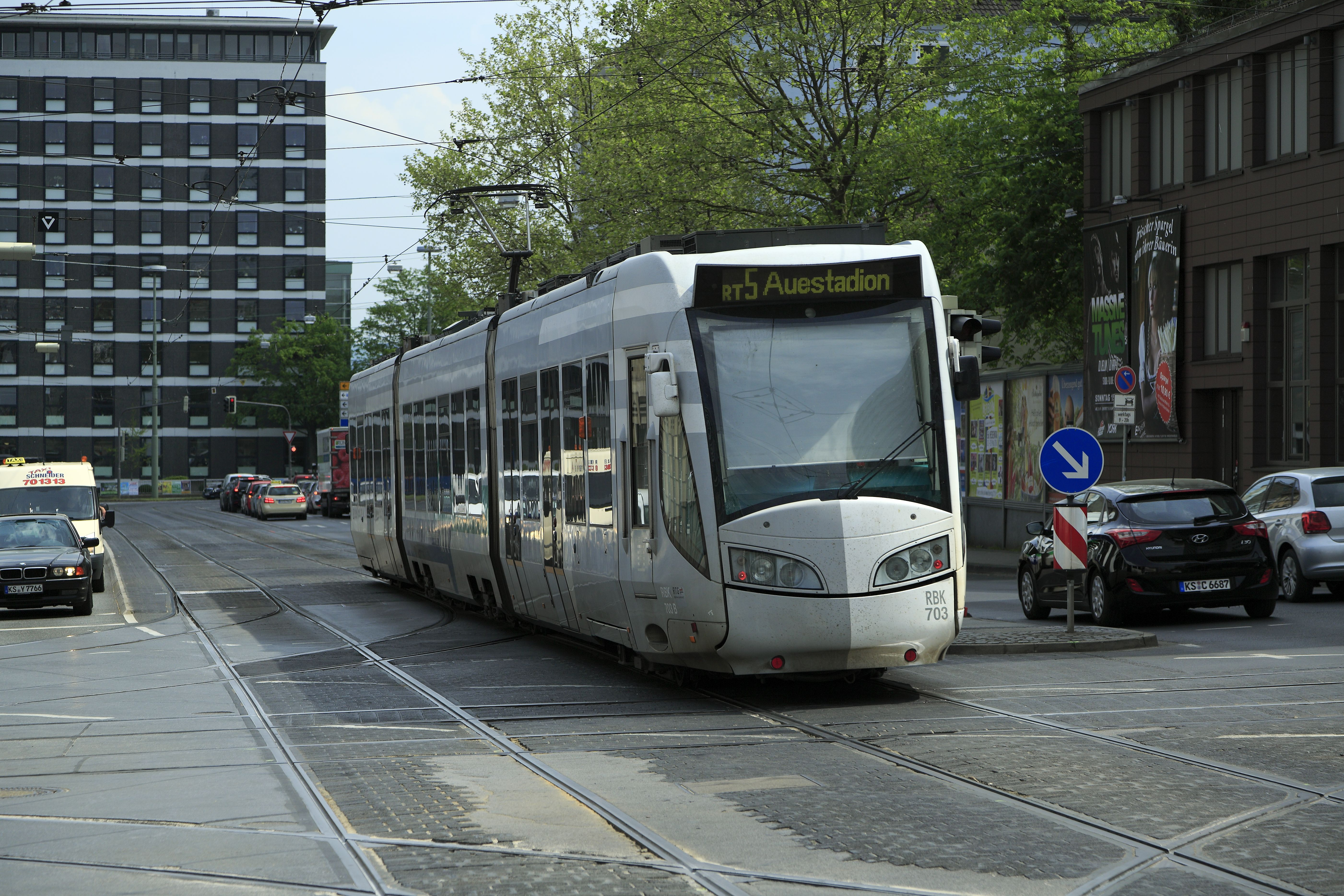
カッセル市電の路線を走行するレギオトラム（2016年撮影）
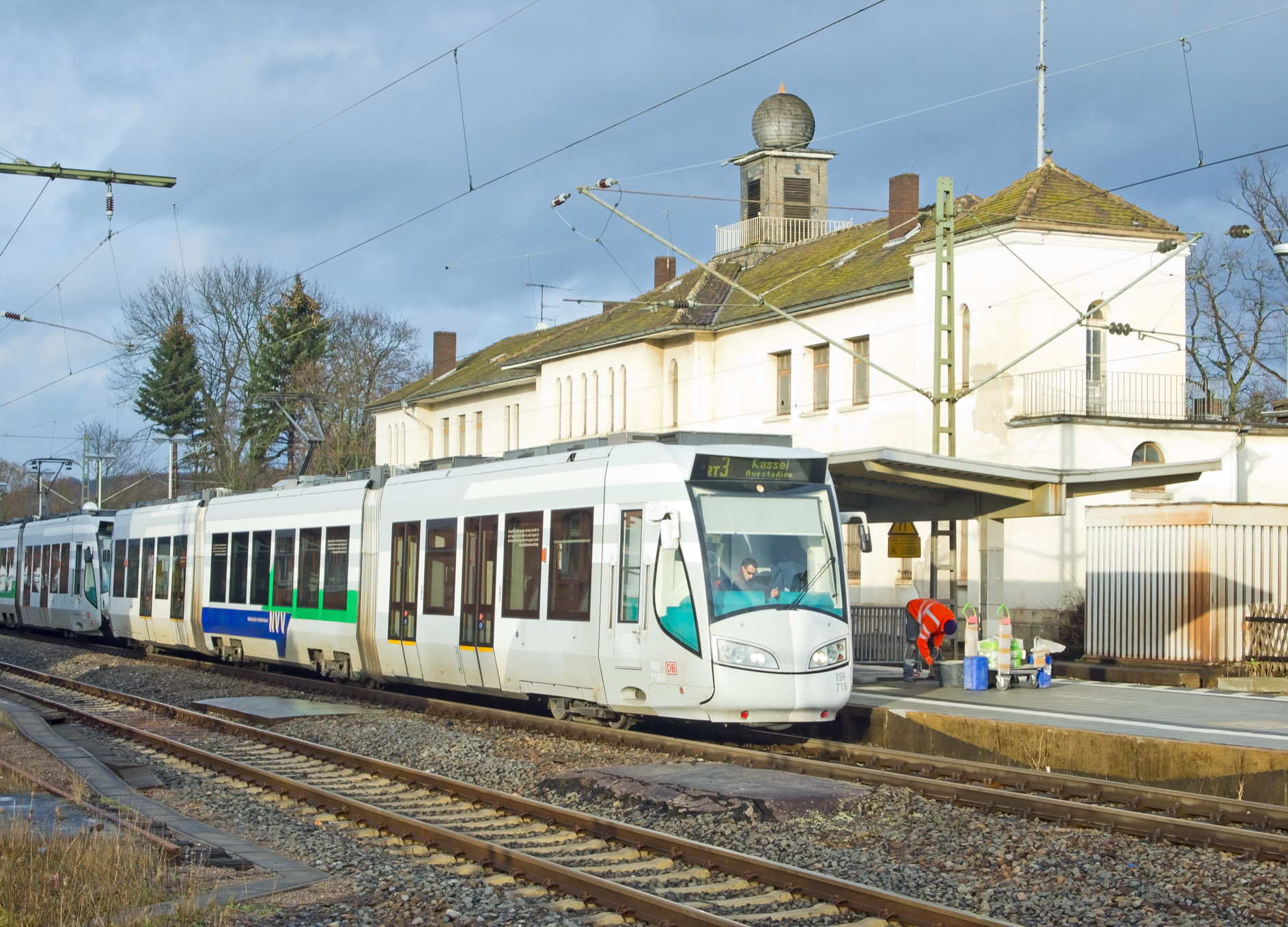
鉄道線を走行するレギオトラム（2011年撮影）
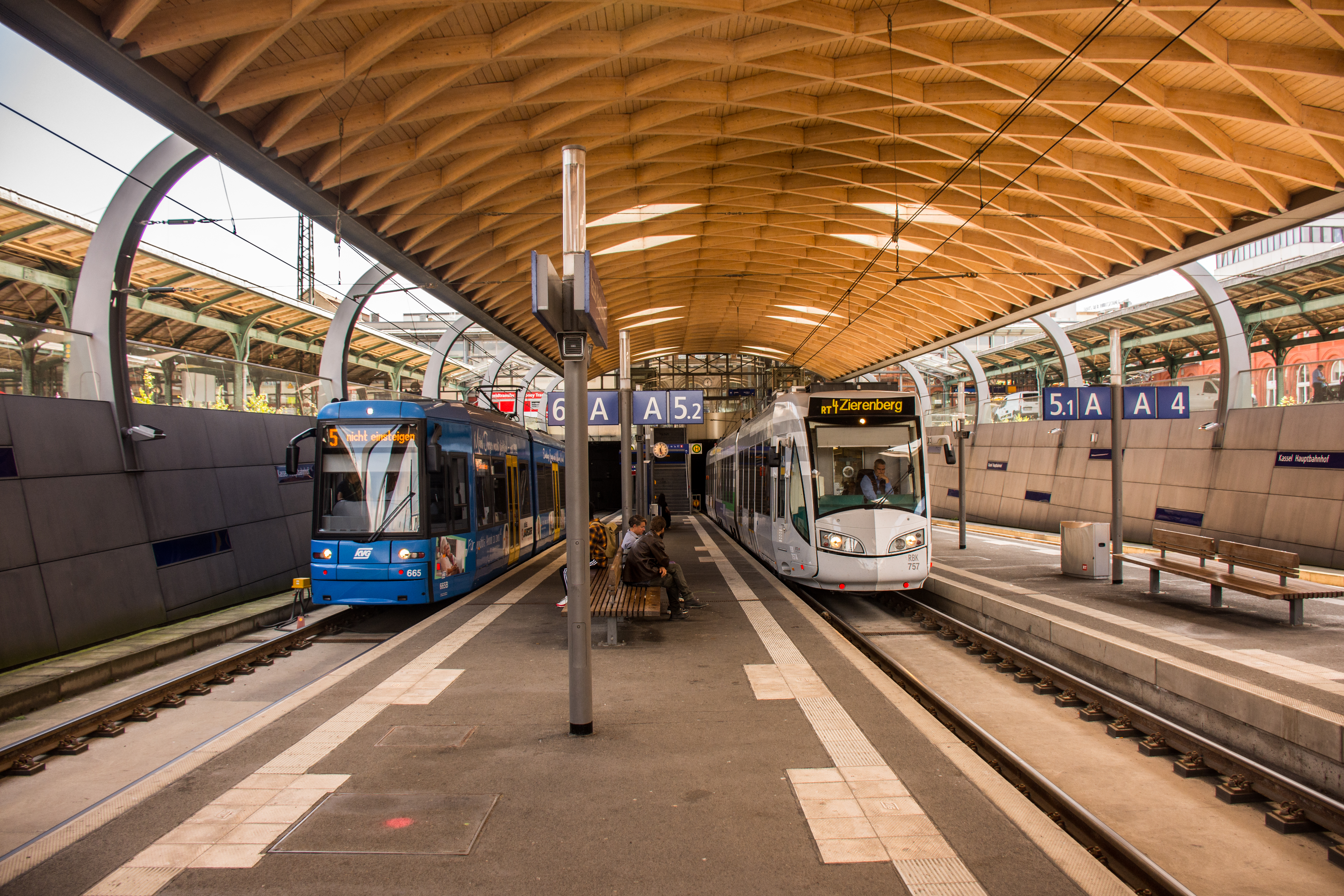
カッセル中央駅で並ぶ路面電車（左）とレギオトラム（右）（2019年撮影）

### 2010年代以降
2011年以降、カッセル市電ではレギオトラムを含めた路線網の再編や既存の線路・施設の近代化、緑化軌道の導入が継続的に行われている他、バリアフリー向上や輸送力増強を目的とした車両の導入も実施されている。今後の予定には、路面電車の列車本数増加への対応や今後の路線網拡大に備え、架線の電圧を2023年時点での600 Vから750 Vへ昇圧する計画が存在する。

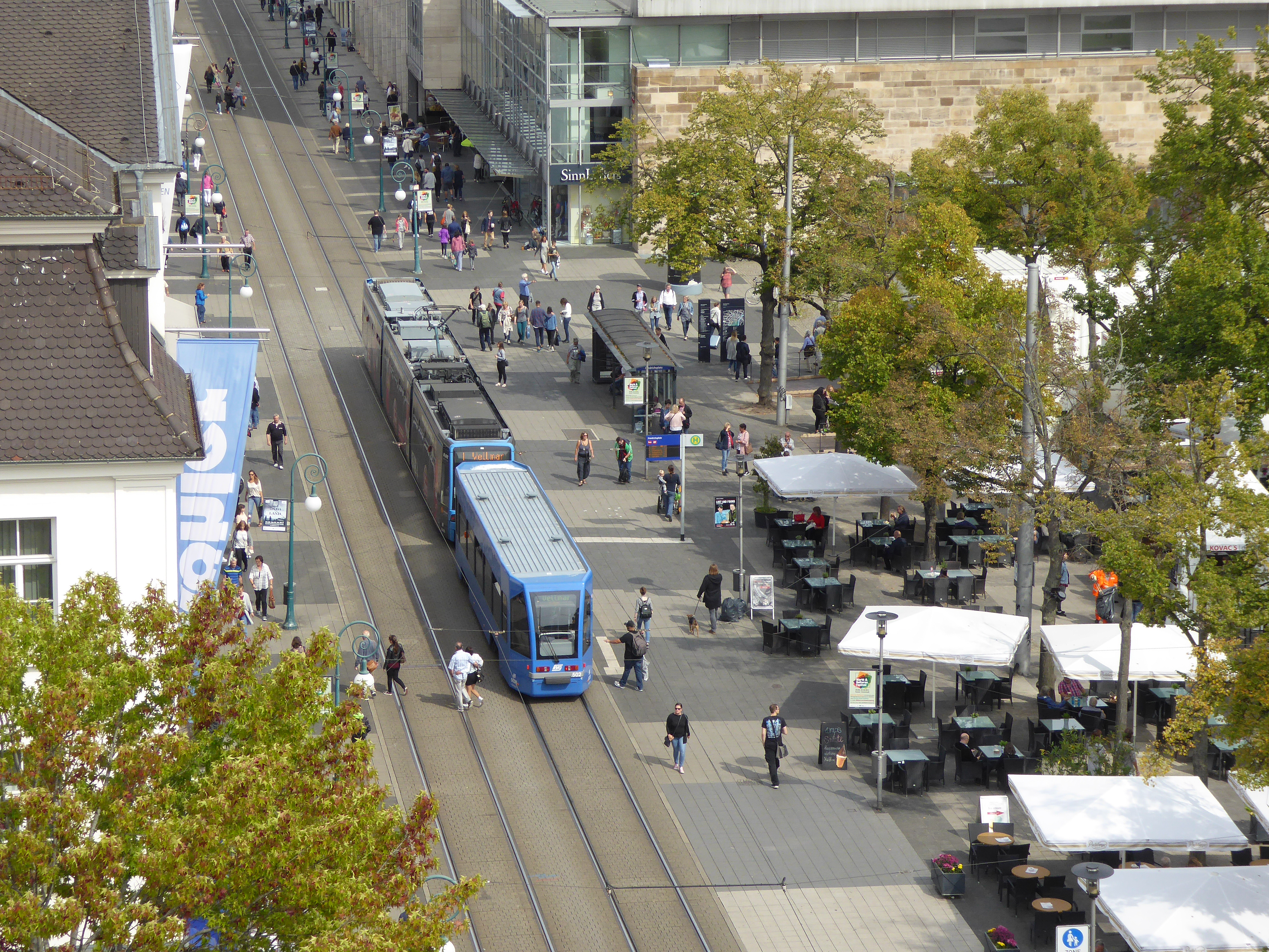
カッセル市内を走る路面電車（2017年撮影）

## 系統
2023年現在、レギオトラムを含めてカッセル市電には以下の系統が運行している。これに加え、ラッシュ時や多客時に運行する臨時列車には「E」という系統名が付けられる。
| 系統番号 | 起点                  | 終点                    | 備考         |
| -------- | --------------------- | ----------------------- | ------------ |
| 1        | Wilhelmshöhe (Park)   | Vellmar                 |              |
| 2        | Schulverkehr:Baunatal | Brückenhof              |              |
| 3        | Mattenberg            | Ihringshäuser Straße    |              |
| 4        | Druseltal             | Hessisch Lichtenau      |              |
| 5        | Baunatal              | Holländische Straße     |              |
| 6        | Brückenhof            | Ihringshäuser Straße    |              |
| 7        | Königsplatz           | Wolfsanger              |              |
| 8        | Hessenschanze         | Kaufungen, Papierfabrik |              |
| RT1      | Hofgeismar-Hümme      | Holländische Straße     | レギオトラム |
| RT2      | Wolfhagen             | Holländische Straße     | レギオトラム |
| RT4      | Melsungen             | Auestadion              | レギオトラム |

## 車両

### 現有車両
- N8C（ドイツ語版） - デュワグが開発した両運転台式の3車体連接車。1981年に16両（401 - 416）、1986年に6両（417 - 422）が製造され、老朽化が進んだ2軸車を置き換えた。長期に渡り主力車両として使用されたが、2014年をもって定期運用から離脱しており、以降は一部車両がラッシュ時の運用を始めとした予備車として在籍するのみとなっている。営業運転から撤退した車両は保存車両を除いてポーランドのグダニスク市電（グダニスク）へ譲渡されている[1][5][4]。
- 6ENGTW - 1990年に営業運転を開始した、カッセル市電初の超低床電車。片運転台式の3車体連接車で1994年までに合計25両（451 - 475）が導入されており、うち2両（474、475）はカッセル・ナウムブルク鉄道（ドイツ語版）（Kassel-Naumburger Eisenbahn、KNE）が所有している。2010年代以降は更新工事が進められている[1][5][13][4]。
- 8ENGTW・8ZNGTW - ボンバルディア・トランスポーテーション（現：アルストム）が展開する超低床電車のフレキシティ・クラシック（Flexity Classic）最初の車両。1997年に発注が行われ、1999年から2003年まで32両が導入された。そのうち22両（601 - 622）は片運転台式の8ENGTW、10両（631 - 640）は両運転台式の8ZNGTWである[1][13][4]。
- NGT8 - 定期列車に使用される車両を低床式に統一させるために導入された、両運転台式の3車体連接車。2010年に発注が実施され、2011年から2013年の間に22両（651 - 672）の導入が行われた。車種は8ENGTW・8ZNGTWと同様のフレキシティ・クラシックだが、車体デザインを始め構造が異なる[1][13]。
- 4NBWE - 利用客の増加に対応するために導入された、床上高さを311 mmに抑えた低床構造の付随車。元はロストック市電（ロストック）で使用されていたが、連結していた高床式車両の置き換えによって余剰となり、一部がカッセル市電に譲渡された経歴を持つ。整備を経て2016年以降順次営業運転に投入されており、500番台（501 - ）の車両番号が与えられている[1][5][13][14]。
- レギオシタディス（ドイツ語版） - レギオトラム（トラムトレイン）に使用されている車両で、路面電車・鉄道双方の規格に対応した構造を有している。全28両のうち、18両（701 - 718）は直流電化の路面電車区間と交流電化の鉄道区間双方の電圧に適合した交直流車両、10両（751 - 760）はディーゼルエンジンを搭載し路面電車区間と非電化区間双方に対応したバイモード車両である[15][8][16][17][18]。

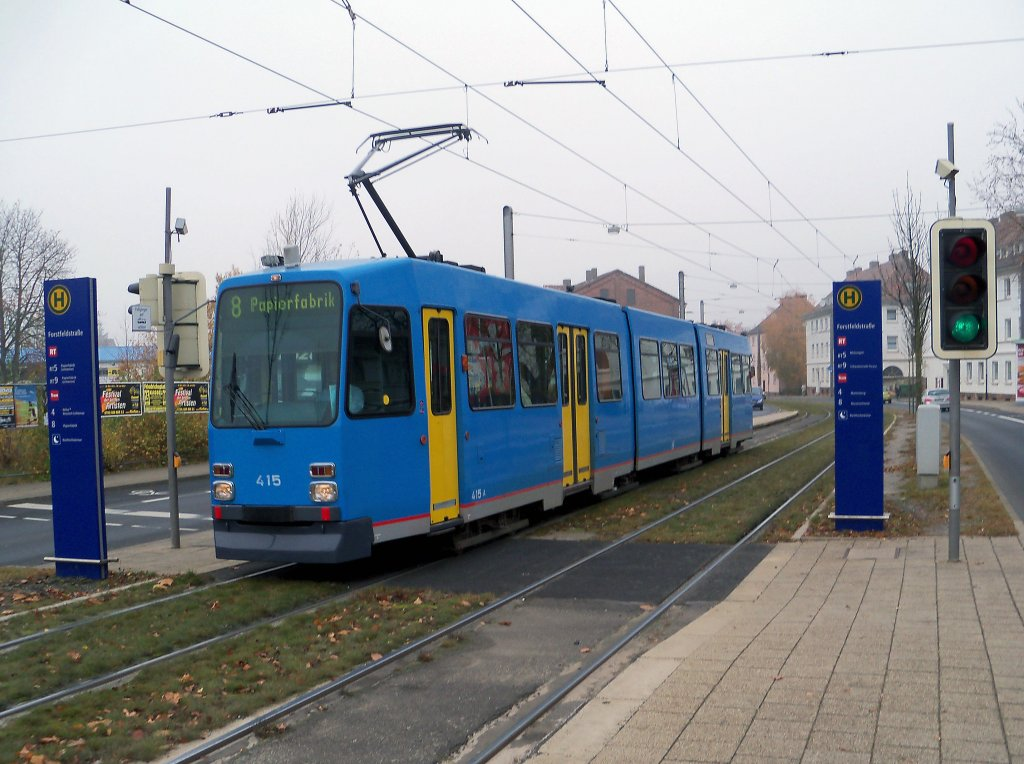
N8C（2012年撮影）
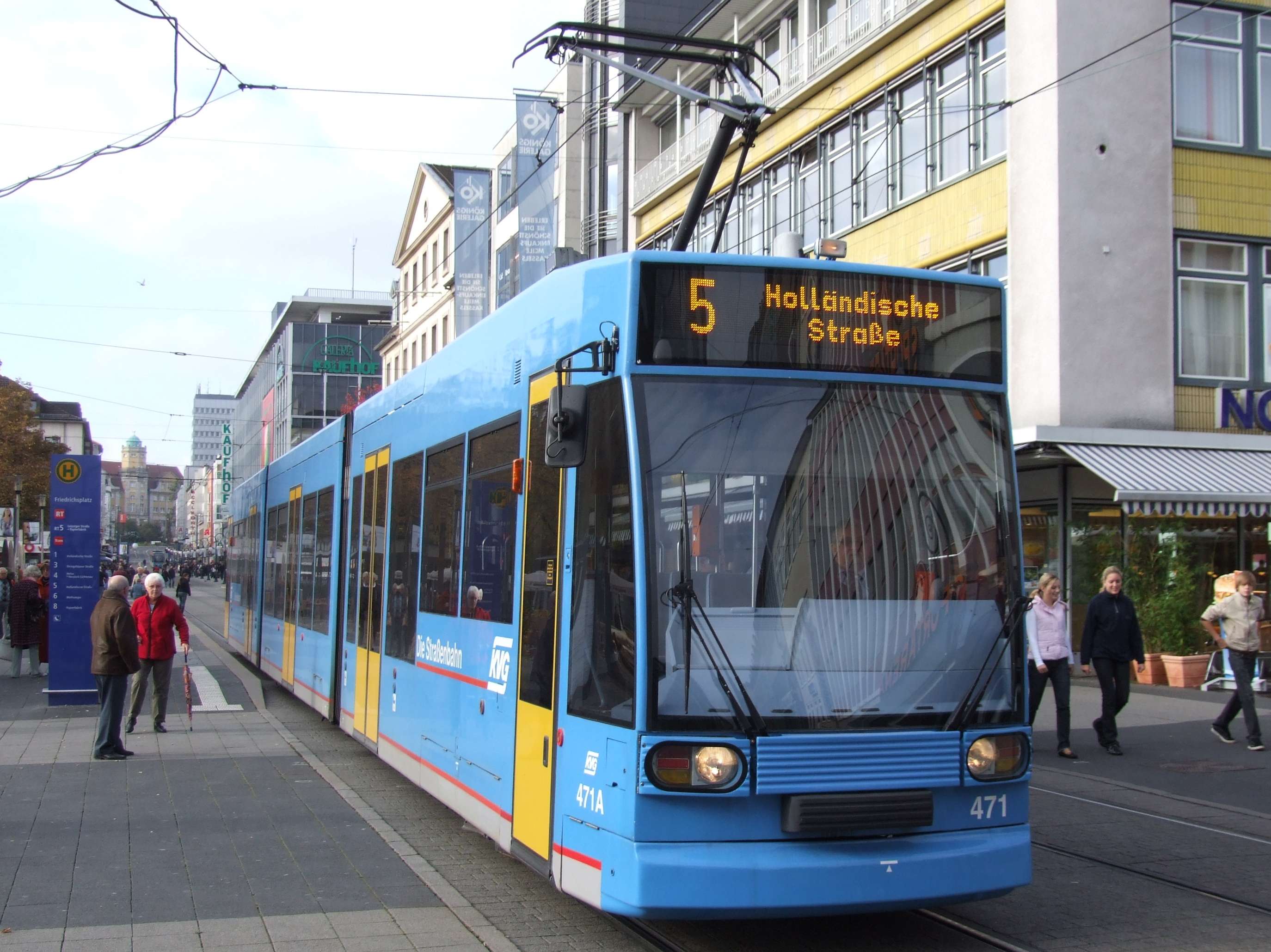
6ENGTW（カッセル交通所有車両）（2005年撮影）
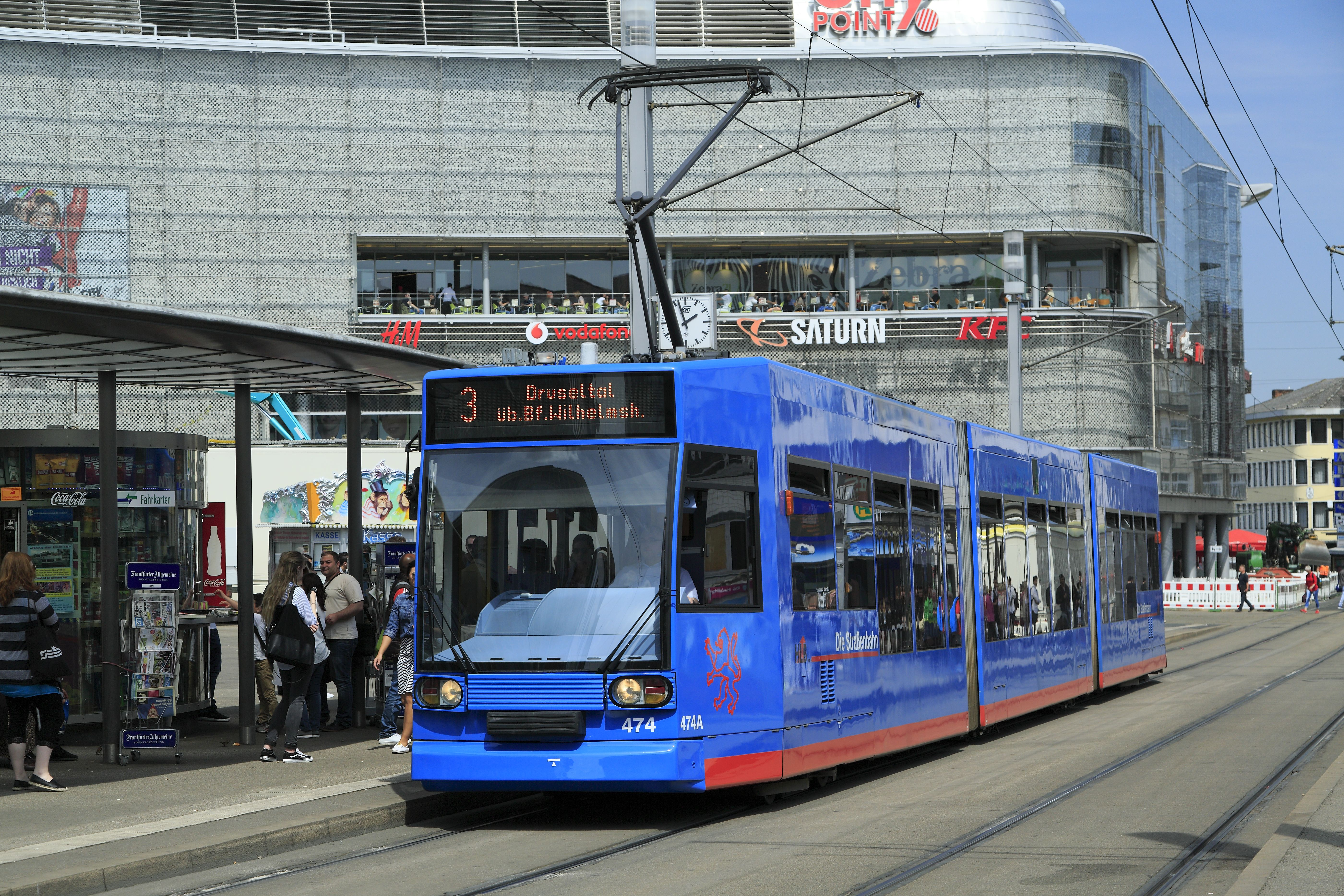
6ENGTW（カッセル・ナウムブルク鉄道所有車両）（2016年撮影）
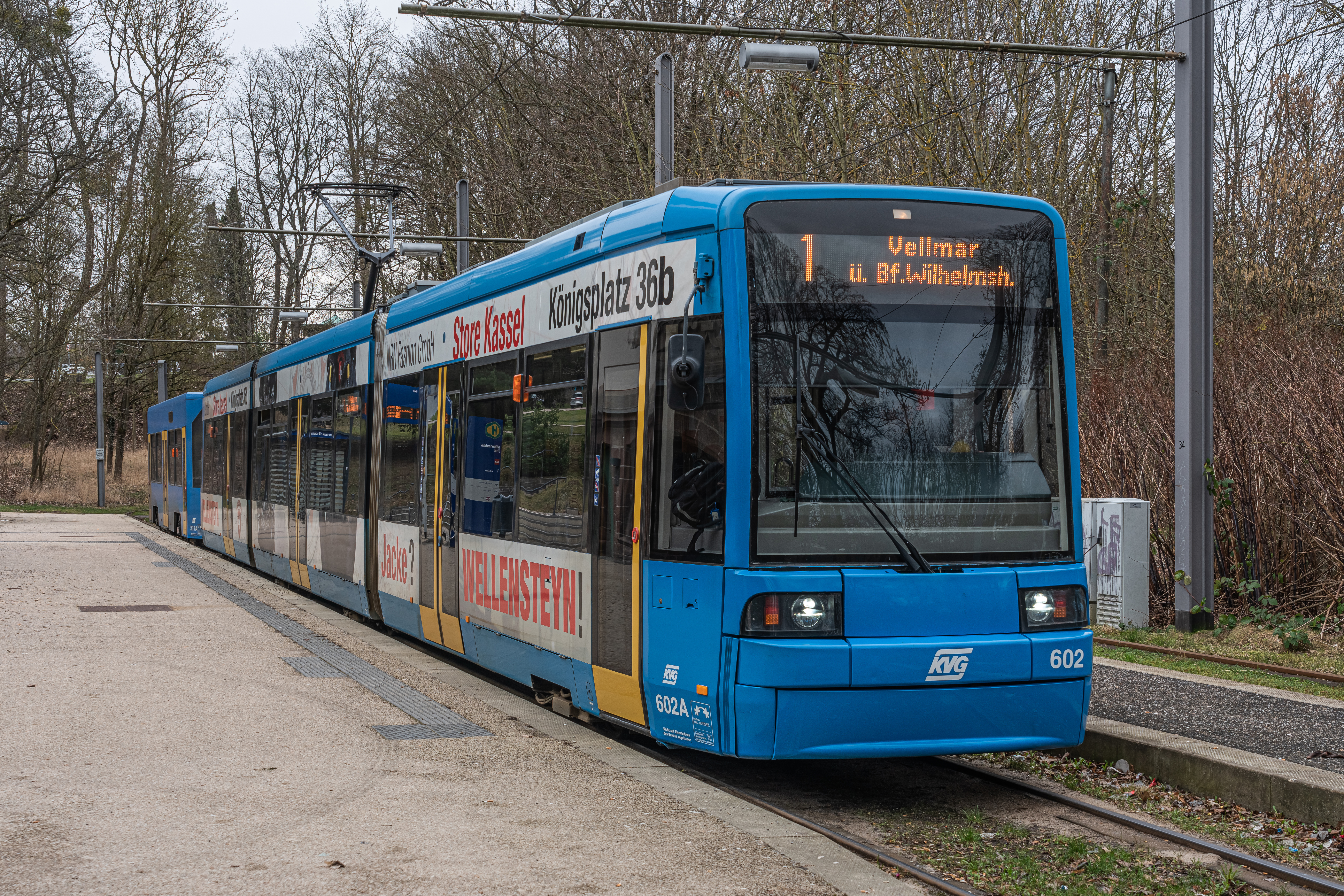
8ENGTW（2022年撮影）
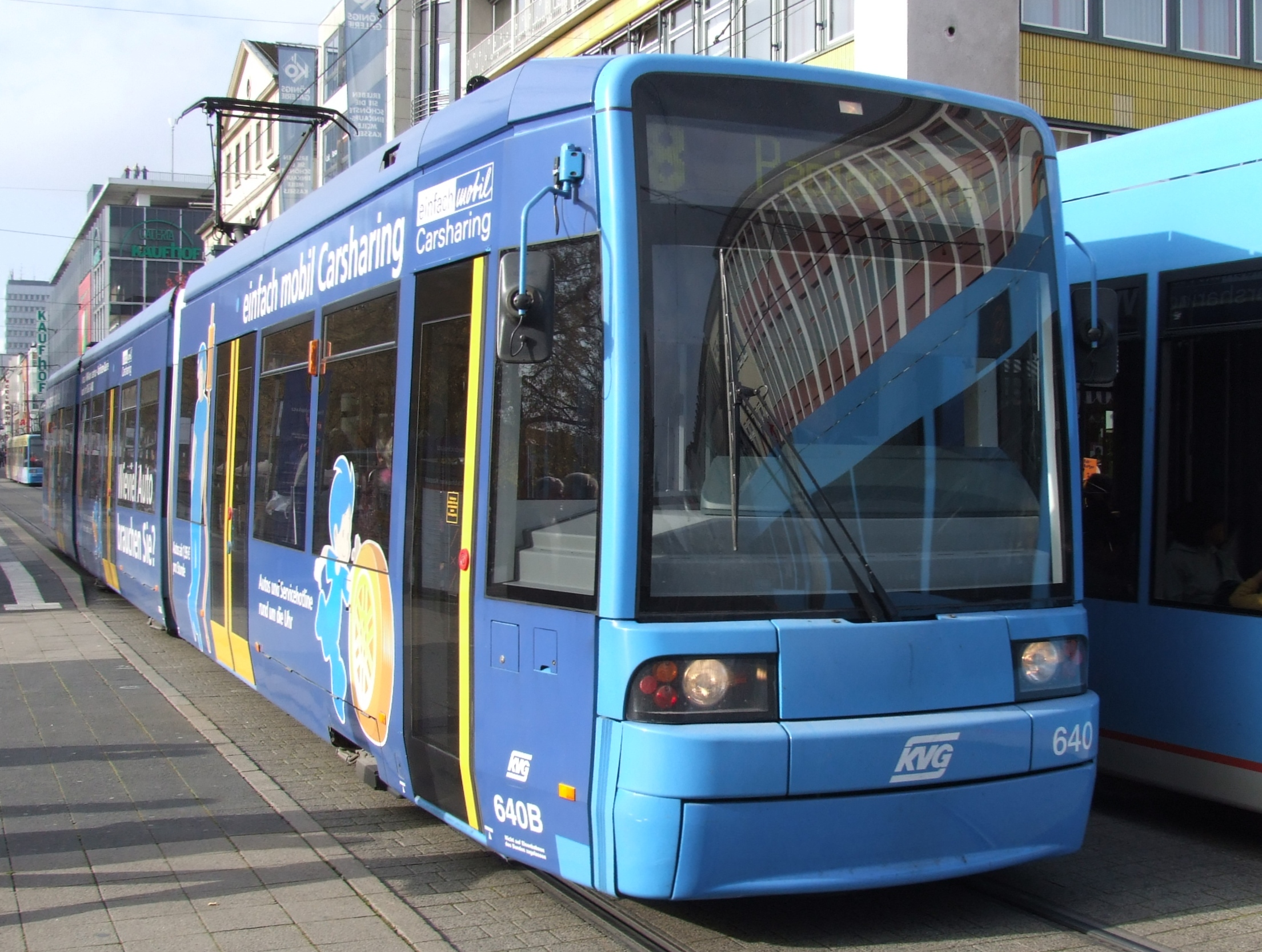
8ZNGTW（2005年撮影）
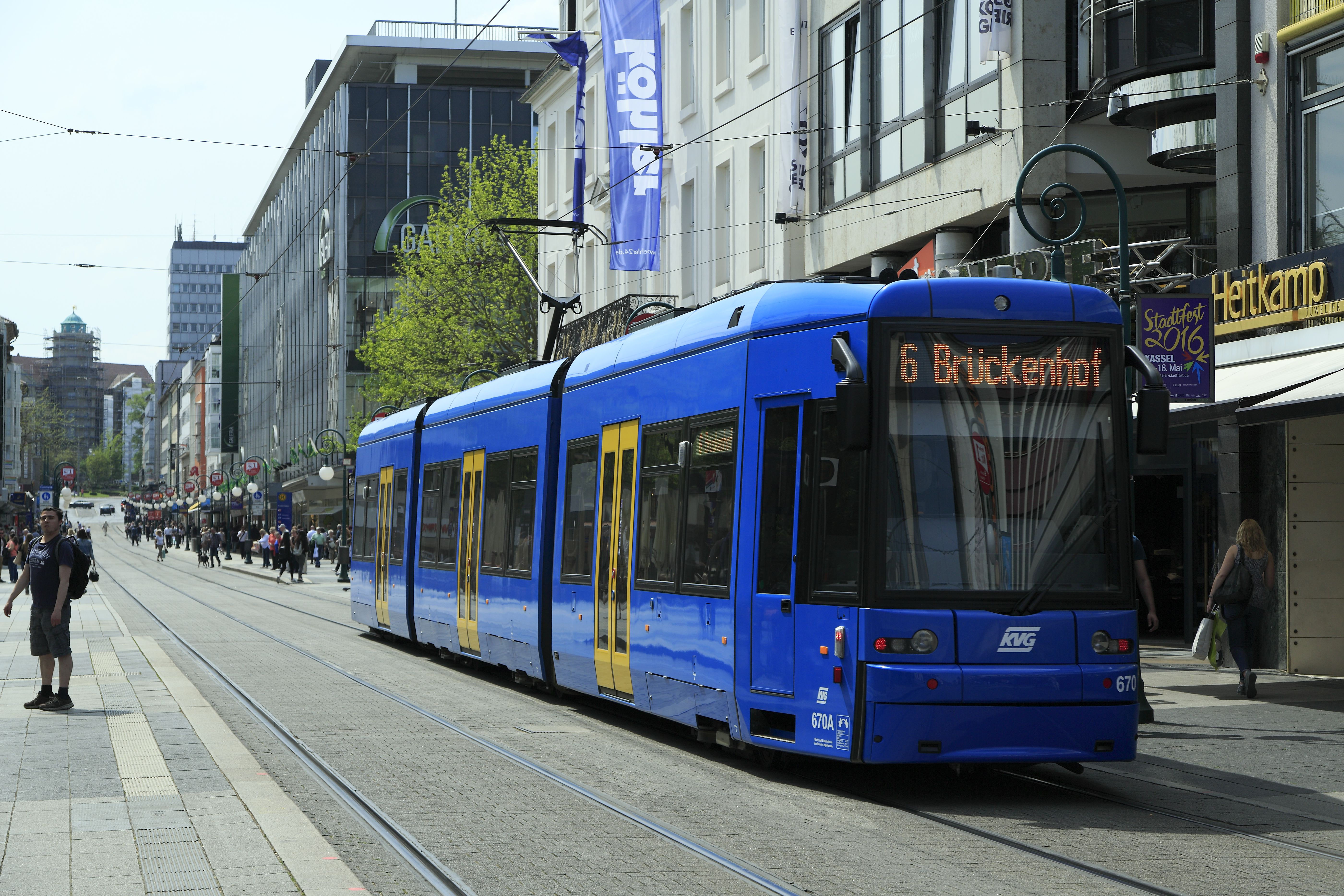
NGT8（2016年撮影）
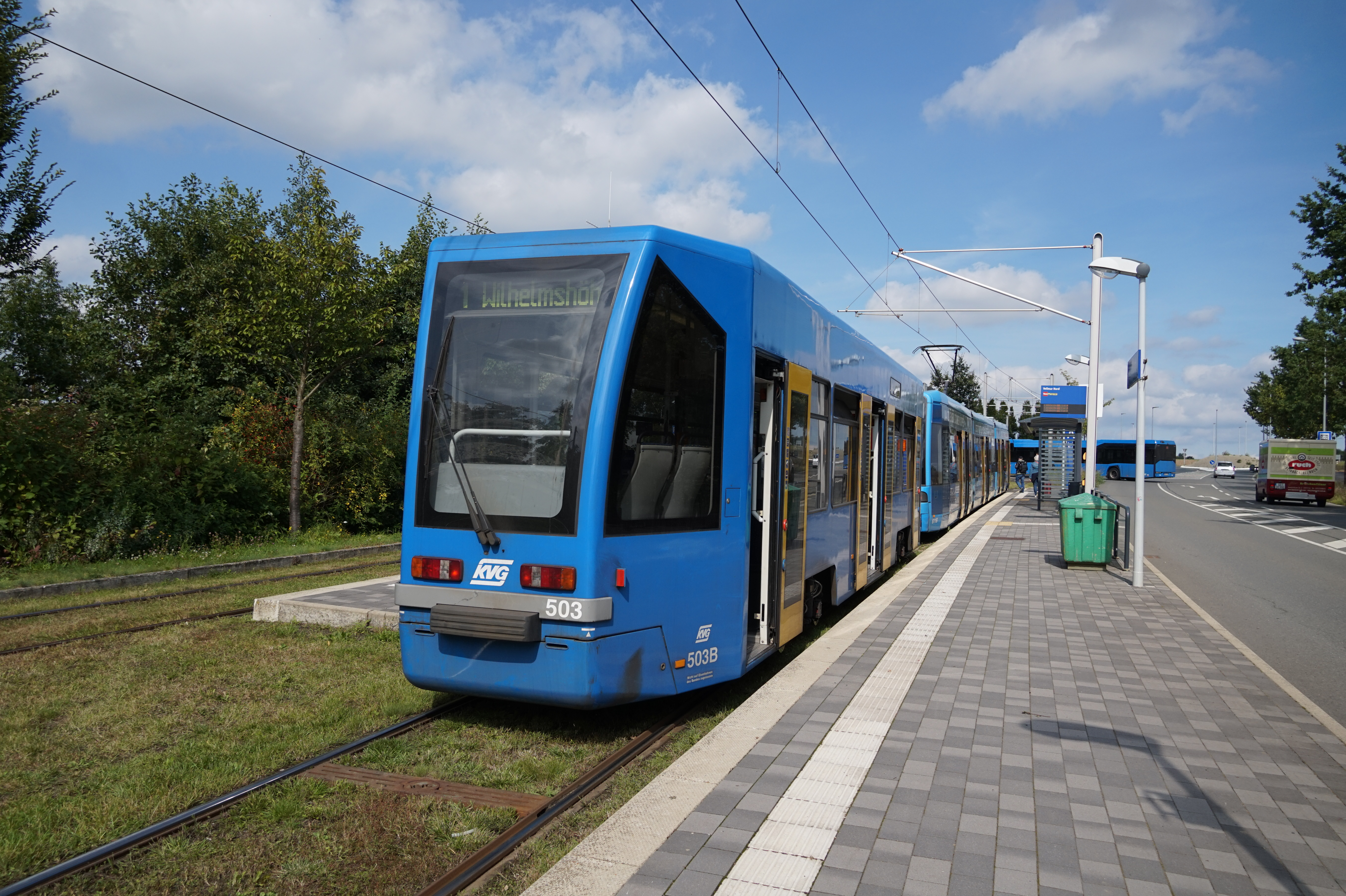
4NBWE（2021年撮影）
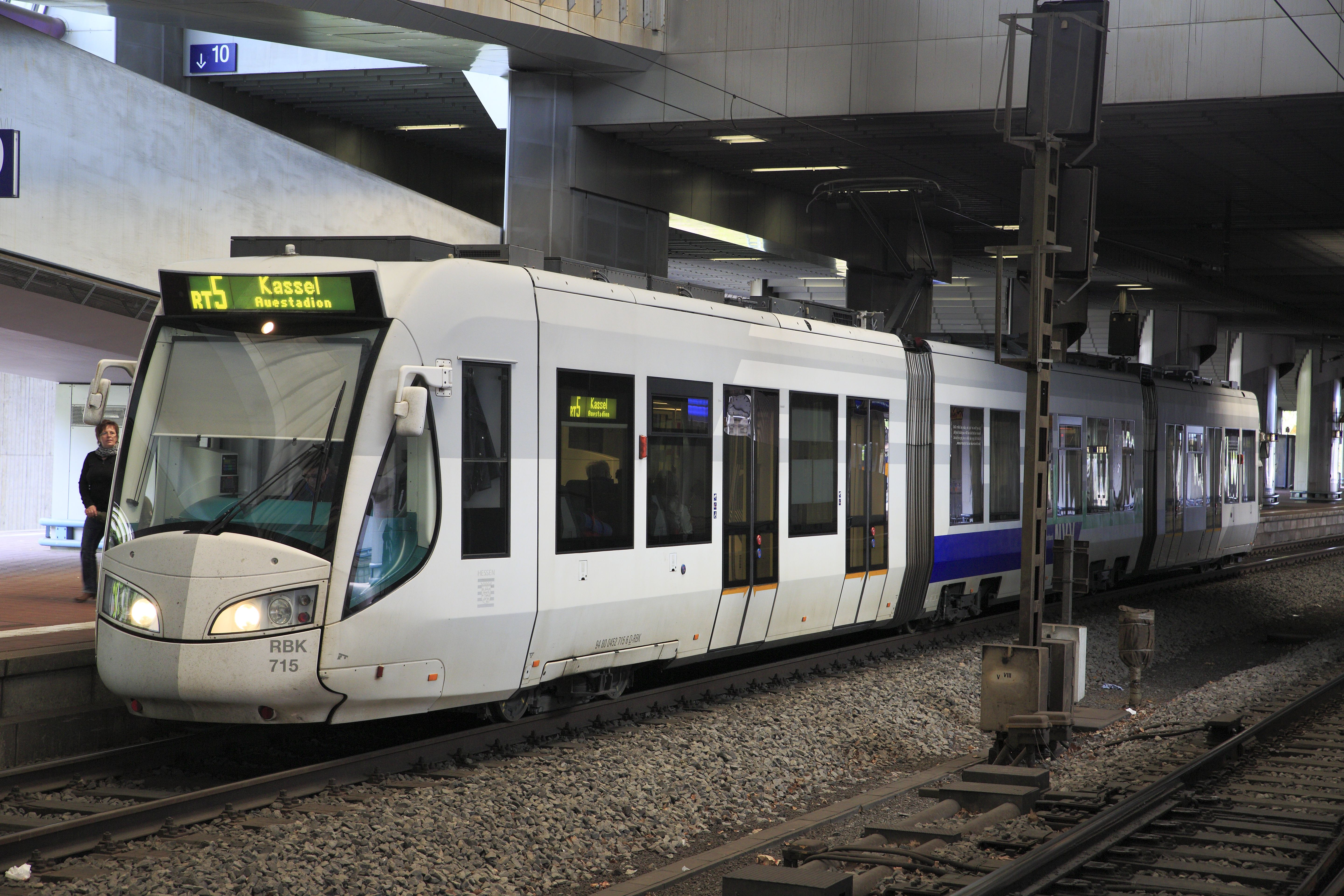
レギオシタディス（2014年撮影）

### 導入予定の車両
カッセル市電を運営するカッセル交通は、老朽化した車両の置き換えを目的に22両＋オプション18両分の新型車両を導入する計画を予定しており、2022年に実施された入札の結果、翌2023年にシュコダ・トランスポーテーションとの間に契約が交わされ、同社が展開するフォアシティ・スマートが導入される事となった。これらの車両は全長30 m・両運転台の3車体連接車で、連結運転が可能なよう連結器が設置される。また、安全対策のためにシュコダグループが開発した最新鋭の衝突防止システムが搭載される事になっている。2024年から製造が開始され、2026年の納入を経て翌2027年から営業運転を開始する予定である。